# Wren (Alabama)
Wren es un área no incorporada ubicada en el condado de Lawrence en el estado estadounidense de Alabama.

## Geografía
Wren se encuentra ubicada en las coordenadas 34°26′03″N 87°17′37″O / 34.43417, -87.29361.